# Siphunculina fasciata
Siphunculina fasciata är en tvåvingeart som beskrevs av Cherian 1971. Siphunculina fasciata ingår i släktet Siphunculina och familjen fritflugor. Inga underarter finns listade i Catalogue of Life.